# Jens Schulte-Bockum
Jens Schulte-Bockum (* 20. November 1966 in Kirchhellen) ist ein deutscher Manager und ehemaliger Vorsitzender der Geschäftsführung der deutschen Vodafone.

## Leben
Schulte-Bockum wurde 1966 in Kirchhellen im Ruhrgebiet geboren. Er studierte „Liberal Arts“ an der Emory University in Atlanta und Volkswirtschaftslehre in Kiel und schloss 1993 seinen Master in Wirtschaftswissenschaften an der University of Chicago ab. Zudem war er Forschungsassistent am Institut für Weltwirtschaft in Kiel von 1989 bis 1992.
Ab 1993 war Schulte-Bockum bei der Unternehmensberatung McKinsey tätig, ab 2000 leitete er deren Hamburger Büro. 2003 wechselte er zu Vodafone, wo er zunächst weltweiter Strategiechef am Standort in UK war. Anschließend übersah er dort ab 2005 den Bereich Endgeräte. 2008 bis 2012 war er der Vorsitzende der Geschäftsführung von Vodafone Niederlande, und 2012 wurde er zunächst zum COO und dann zum Vorsitzenden der Geschäftsführung von Vodafone Deutschland berufen. In dieser Position musste Schulte-Bockum zunächst Sparmaßnahmen einführen, um im verschärften Wettbewerb standzuhalten. Weiterhin trieb er den Ausbau des LTE-Netzes voran. In seine Zeit fiel die Uebernahme der im MDAX notierten Kabel Deutschland Holding AG, deren Aufsichtsratsvorsitz er übernahm.
2015 gab Vodafone bekannt, dass Schulte-Bockum seinen Rücktritt angekündigt hatte. Seit 2017 ist Schulte-Bockum Group COO des südafrikanischen Telekommunikationsunternehmens MTN Group. Er gehört dem Aufsichtsrat der in Lagos notierten MTN Nigeria Plc seit 2017 an.
Schulte-Bockum war zudem von 2012 bis 2015 Mitglied der Präsidien des BDI und des Bitkom.